# Municipi de Furesø
El municipi de Furesø  és un municipi danès de la Regió de Hovedstaden que va ser creat l'1 de gener del 2007 com a part de la Reforma Municipal Danesa, integrant els antics municipis de Farum i Værløse. El municipi és situat al nord-est de l'illa de Sjælland, abastant una superfície de 56 km². El llac de Furesø, que dona nom al municipi, és compartit amb els municipis de Rudersdal i Lyngby-Taarbæk. També hi ha els llacs Farum Sø i Søndersø.
La ciutat més important és Farum (18.573 habitants el 2009) i la seu administrativa del municipi és a Værløse (12.519 habitants el 2009). Altres poblacions del municipi són:
- Kirke Værløse
- Stavnsholt
- Værløse

## Consell municipal
Resultats de les eleccions del 18 de novembre del 2009:
| Partit                       | vots | % vots |
| ---------------------------- | ---- | ------ |
| Socialdemokratiet            | 6307 | 30,2   |
| Det Radikale Venstre         | 1049 | 5,0    |
| Det Konservative Folkeparti  | 3935 | 18,8   |
| Socialistisk Folkeparti      | 2147 | 10,3   |
| Genforhandlingslisten        | 363  | 1,7    |
| Liberal Alliance             | 56   | 0,3    |
| Dansk Folkeparti             | 1075 | 5,1    |
| Fokuslisten                  | 1115 | 5,3    |
| Venstre                      | 4102 | 19,6   |
| Enhedslisten - De Rød-Grønne | 754  | 3,6    |

### Alcaldes
| Alcalde               | Període               | Partit            |
| --------------------- | --------------------- | ----------------- |
| Jesper Bach           | 1-1-2007 a 31-12-2009 | Venstre           |
| Ole Bondo Christensen | 1-1-2010 a 31-12-2013 | Socialdemokratiet |